# Чертиж (Львовская область)
Чертиж (укр. Чертіж) — село в Журавновской поселковой общине Стрыйского района Львовской области Украины, расположено на реке Лютинка.
Население по переписи 2001 года составляло 638 человек. Занимает площадь 1,94 км². Почтовый индекс — 81798. Телефонный код — 3239.